# Pat Jennings
Patrick Anthony Jennings (Newry, 12 giugno 1945) è un ex calciatore nordirlandese, di ruolo portiere.
Considerato uno dei più grandi giocatori nordirlandesi della storia, nel mese di novembre del 2003 venne insignito del titolo onorifico di Golden Player dell'Irlanda del Nord come miglior giocatore nordirlandese dell'ultimo mezzo secolo (1954-2003). Ufficiale dell'Ordine dell'Impero Britannico, rientra inoltre nella ristretta cerchia dei calciatori con almeno 1000 presenze in carriera.

## Carriera
Ha difeso la porta dell'Irlanda del Nord 119 volte in un arco temporale di oltre 22 anni. Durante la sua carriera ha giocato oltre mille partite tra club e nazionale e ha anche segnato un gol nel 1967 in una partita di Charity Shield.

Jennings (a destra) all'Arsenal nel 1980, al termine della vittoriosa semifinale di Coppa delle Coppe contro la Juventus.

Jennings cominciò la sua carriera professionistica nella sua squadra locale, il Newry City FC a 16 anni. Due anni dopo, nel maggio 1963, venne trasferito in terza divisione inglese, nel Watford. Jennings alla sua prima stagione nel calcio inglese, durante la quale giocò tutte le partite di campionato, impressionò molto gli addetti ai lavori, e, alla fine della stagione fu comprato dal Tottenham Hotspur per circa 27 000 £. Jennings disputò ben 13 stagioni a White Hart Lane, giocando 472 partite con gli Spurs. Durante la sua permanenza londinese, vinse la FA Cup nel 1967, la Coppa di Lega nel 1971 e nel 1973 e la Coppa UEFA nel 1972. Nel 1973 la FWA lo nominò giocatore dell'anno. Inoltre, nel Charity Shield 1967, segnò una rete contro il Manchester United, in un pareggio per 3-3.
Nel 1977 è stato venduto agli storici rivali dell'Arsenal. Durante le otto stagioni con i Gunners, Jennings, giocò 237 partite in campionato. Vinse con l'Arsenal la FA Cup nel 1979.
Jennings debuttò in Nazionale, il 15 aprile 1964, contro il Galles (3-2), quando giocava nel Watford. Nella stessa partita esordì anche George Best.
In quella gara sostituì il portiere Harry Gregg che nella precedente uscita aveva subito 8 gol dall'Inghilterra.
Jennings giocò la sua ultima partita in Nazionale il giorno del suo 41º compleanno nel mondiale del 1986 contro il Brasile (0-3). Ha disputato due mondiali di calcio: nel 1982 e nel 1986.
Dopo il suo ritiro Jennings cominciò a fare l'allenatore di portieri; lavorò anche nel Tottenham. Nel 2003 Jennings è stato inserito nella Hall of Fame del calcio inglese.

## Statistiche

### Presenze e reti nei club
Statistiche aggiornate al termine della carriera da calciatore.
| Stagione         | Squadra          | Campionato       | Campionato | Campionato | Coppe nazionali | Coppe nazionali | Coppe nazionali | Coppe continentali | Coppe continentali | Coppe continentali | Altre coppe | Altre coppe | Altre coppe | Totale | Totale |
| Stagione         | Squadra          | Comp             | Pres       | Reti       | Comp            | Pres            | Reti            | Comp               | Pres               | Reti               | Comp        | Pres        | Reti        | Pres   | Reti   |
| ---------------- | ---------------- | ---------------- | ---------- | ---------- | --------------- | --------------- | --------------- | ------------------ | ------------------ | ------------------ | ----------- | ----------- | ----------- | ------ | ------ |
| 1962–1963        | Newry Town       | ILB              | 22         | -          | ICup+IIC        | 1+5             | -               | -                  | -                  | -                  | -           | -           | -           | 28     | -      |
| apr. -mag.1963   | Watford          | TD               | 2          | -          | FACup+CdL       | -               | -               | -                  | -                  | -                  | -           | -           | -           | 2      | -      |
| 1963–1964        | Watford          | TD               | 46         | -          | FACup+CdL       | 3+1             | -               | -                  | -                  | -                  | -           | -           | -           | 50     | -      |
| Totale Watford   | Totale Watford   | Totale Watford   | 48         | -          |                 | 3+1             | -               |                    | -                  | -                  |             | -           | -           | 52     | -      |
| 1964–1965        | Tottenham        | FD               | 23         | -          | FACup+CdL       | 0+0             | -               |                    | -                  | -                  | -           | -           | -           | 23     | -      |
| 1965–1966        | Tottenham        | FD               | 22         | -          | FACup+CdL       | 3+0             | -               |                    | -                  | -                  | -           | -           | -           | 25     | -      |
| 1966–1967        | Tottenham        | FD               | 41         | -          | FACup+CdL       | 8+1             | -               |                    | -                  | -                  | -           | -           | -           | 50     | -      |
| 1967–1968        | Tottenham        | FD               | 42         | -          | FACup+CdL       | 5+0             | -               | CdC                | 4                  | -                  | CS          | 1           | 1           | 52     | 1      |
| 1968–1969        | Tottenham        | FD               | 42         | -          | FACup+CdL       | 4+6             | -               |                    | -                  | -                  | -           | -           | -           | 52     | -      |
| 1969–1970        | Tottenham        | FD               | 41         | -          | FACup+CdL       | 4+1             | -               |                    | -                  | -                  | -           | -           | -           | 46     | -      |
| 1970–1971        | Tottenham        | FD               | 40         | -          | FACup+CdL       | 5+6             | -               |                    | -                  | -                  | TC          | 2           | -           | 53     | -      |
| 1971–1972        | Tottenham        | FD               | 41         | -          | FACup+CdL       | 5+7             | -               | CU                 | 12                 | -                  | Clii        | 2           | -           | 67     | -      |
| 1972–1973        | Tottenham        | FD               | 40         | -          | FACup+CdL       | 3+10            | -               | CU                 | 10                 | -                  | -           | -           | -           | 63     | -      |
| 1973–1974        | Tottenham        | FD               | 36         | -          | FACup+CdL       | 1+0             | -               | CU                 | 10                 | -                  | LCC         | 1           | -           | 48     | -      |
| 1974–1975        | Tottenham        | FD               | 41         | -          | FACup+CdL       | 2+1             | -               |                    | -                  | -                  |             | -           | -           | 44     | -      |
| 1975–1976        | Tottenham        | FD               | 40         | -          | FACup+CdL       | 2+6             | -               |                    | -                  | -                  | -           | -           | -           | 48     | -      |
| 1976–1977        | Tottenham        | FD               | 23         | -          | FACup+CdL       | 1+1             | -               |                    | -                  | -                  |             | -           | -           | 25     | -      |
| 1977–1978        | Arsenal          | FD               | 42         | -          | FACup+CdL       | 6+7             | -               |                    | -                  | -                  |             | -           | -           | 56     | -      |
| 1978–1979        | Arsenal          | FD               | 39         | -          | FACup+CdL       | 11+1            | -               | CU                 | 6                  | -                  |             | -           | -           | 57     | -      |
| 1979–1980        | Arsenal          | FD               | 37         | -          | FACup+CdL       | 11+7            | -               | CdC                | 9                  | -                  | CS          | 1           | -           | 65     | -      |
| 1980–1981        | Arsenal          | FD               | 31         | -          | FACup+CdL       | 1+2             | -               |                    | -                  | -                  |             | -           | -           | 34     | -      |
| 1981–1982        | Arsenal          | FD               | 16         | -          | FACup+CdL       | 1+4             | -               | CU                 | 4                  | -                  |             | -           | -           | 25     | -      |
| 1982–1983        | Arsenal          | FD               | 19         | -          | FACup+CdL       | 7+4             | -               |                    | -                  | -                  |             | -           | -           | 30     | -      |
| 1983–1984        | Arsenal          | FD               | 38         | -          | FACup+CdL       | 1+4             | -               |                    | -                  | -                  | -           | -           | -           | 43     | -      |
| 1984–1985        | Arsenal          | FD               | 15         | -          | FACup+CdL       | 0+3             | -               |                    | -                  | -                  | -           | -           | -           | 18     | -      |
| Totale Arsenal   | Totale Arsenal   | Totale Arsenal   | 237        | -          |                 | 38+32           | -               |                    | 19                 | -                  |             | 1           | -           | 327    | -      |
| dic.1985–1986    | Tottenham        | FD               | 0          | -          | FACup+CdL       | 0+0             | -               | -                  | -                  | -                  | FLSC        | 1           | -           | 1      | -      |
| mag.-lug. 1986   | Everton          | FD               | 0          | -          | FA Cup          | 0               | -               |                    | -                  | -                  | FLSC        | -           | -           | -      | -      |
| Totale Tottenham | Totale Tottenham | Totale Tottenham | 472        | -          |                 | 43+39           | -               |                    | 36                 | -                  |             | 7           | -           | 597    | -      |
| Totale carriera  | Totale carriera  | Totale carriera  | 779        | -          |                 | 162             | -               |                    | 55                 | -                  |             | 8           | 1           | 1004   | 1      |

## Palmarès

### Club

#### Competizioni nazionali
- Coppa d'Inghilterra: 2

Tottenham: 1966-1967
Arsenal: 1978-1979
- Charity Shield: 1

Tottenham: 1967
- Coppa di Lega inglese: 2

Tottenham: 1970-1971, 1972-1973

#### Competizioni internazionali
- Coppa di Lega Italo-Inglese: 1

Tottenham: 1971
- Coppa UEFA: 1

Tottenham: 1971-1972

### Individuale
- Giocatore dell'anno della FWA: 1

1973
- Giocatore dell'anno della PFA: 1

1976